# 1888 v letectví
Tento článek obsahuje seznam událostí souvisejících s letectvím, které proběhly roku 1888.

## Narození
- Edmund Sparmann, rakouský letec a konstruktér, který během první světové války působil u firmy Phönix Flugzeugwerke AG († 1951)

### Leden
- 18. ledna – Thomas Sopwith, britský podnikatel a zakladatel firmy Sopwith Aviation Company († 27. ledna 1989)